# Theodorus Colenbrander
Theodorus Colenbrander, Theodoor Christiaan Adriaan  Colenbrander  (ur. 31 października 1841 w Doesburg, zm. 28 maja 1930 w Laag-Keppel) – holenderski ceramik i projektant tkanin, tworzący w stylu secesji.